# Koi nobori
Les koi nobori (鯉幟), signifiant « banderole de carpe » en japonais, sont des manches à air en forme de carpe koï hissées au Japon pour célébrer Tango no sekku (端午の節句), évènement traditionnel d'origine chinoise, autrefois fêtée le 5e jour du 5e mois lunaire du calendrier luni-solaire chinois, désormais une fête nationale, le Kodomo no hi (« journée des enfants »), fêtée le 5e jour du 5e mois du calendrier grégorien au Japon.

## Légende
Selon une légende chinoise, les carpes du fleuve Jaune, après avoir remonté le fleuve, s'envoleraient vers le ciel en se transformant en dragons. Cette légende serait à l'origine des koi nobori, qui représentent plus généralement la force et la persévérance des carpes qui remontent à contre-courant les rivières et cascades.

## Coutumes

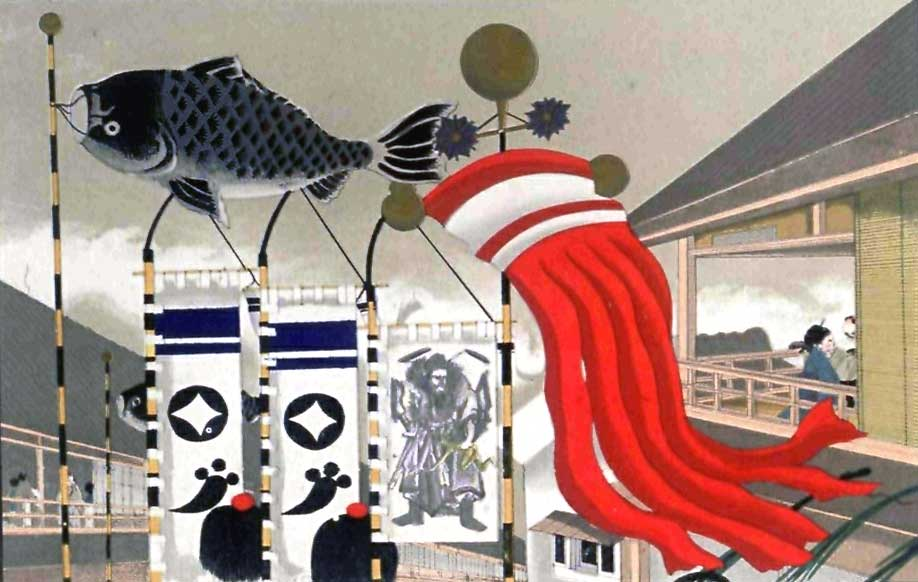
Koi nobori vers 1867.

Ces manches à air sont accrochées le long de perches en bambou.
En haut de la perche sont situées 2 petites éoliennes (矢車) et entre les deux, une sphère céleste (天球),.
La première manche à air représente des vagues de la mer bleue (清海波, seigaiha) desquels un dragon chinois (龍) et une carpe (鯉) jaillissent, cette manche est parfois remplacée par une manche multicolore.
La première carpe, et la plus large, magoi (真鯉), est noire et représente le père. La deuxième, higoi (緋鯉), est rouge et représente traditionnellement le fils aîné, plus généralement aujourd'hui la mère, puis l'on ajoute une carpe pour chaque enfant (supplémentaire) de la famille. Parfois, on suspend aussi des rubans rouges et blancs ou une manche à air multicolore symbolisant les flots des rivières, ce sont les fukinagashi (吹流し). Seules les familles d'enfants mâles dressent des koi nobori à leurs balcons.

### Vidéogramme
- (ja) « #134 江戸手描き鯉のぼり職人 三代目金龍 », sur chaîne Youtube de　明日への扉 by アットホーム. Présentation de l'artisanat du koi nobori et son histoire.